# Erwin Rosen

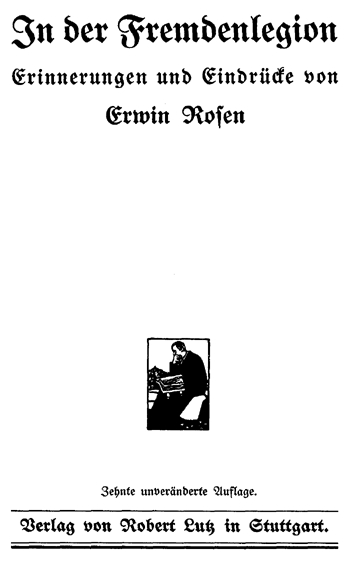
In der Fremdenlegion, 1909

Erwin Carlé (Pseudonym Erwin Rosen; * 7. Juni 1876 in Karlsruhe; † 21. Februar 1923 in Hamburg) war ein deutscher Schriftsteller und Journalist.
Er wurde vor allem bekannt durch seine Erinnerungsbücher, in denen er über seine Abenteuer in Amerika und seine Zeit in der Fremdenlegion berichtet. Beliebt waren auch seine zahlreichen kurzen Humoresken, die im Feuilleton von Zeitschriften und in Sammlungen erschienen.

## Leben und Werk

### Jugend
Erwin Carlé alias Rosen wurde am 7. Juni 1876 in Karlsruhe geboren. Er wuchs in München auf, wo er das Königlich Bayerische Maximiliansgymnasium besuchte, bis er in der Untersekunda 1892 wegen Unbotmäßigkeit von der Schule verwiesen wurde. Seine Eltern schickten ihn auf das Königliche Seminar Burghausen, wo er zuerst im Internat, dann als Stadtschüler untergebracht war. Als offenbar wurde, dass der 18-jährige Unterprimaner mit einer Bürgerstochter poussierte, wurde er zum zweiten Mal relegiert. Seine Eltern schickten ihn nun auf eine Privatschule („Presse“), aber er trieb sich in Kneipen herum und machte „groteske Schulden“. Da der junge Mann keiner Besserung fähig schien, griffen seine Eltern 1894 zu einer Maßregel, die damals in gutbürgerlichen Kreisen gar nicht so selten war. Sie zwangen ihren 19-jährigen Sohn nach Amerika auszuwandern, um sich dort zu einem ordentlichen Mitglied der bürgerlichen Gesellschaft zu entwickeln.

### Amerika

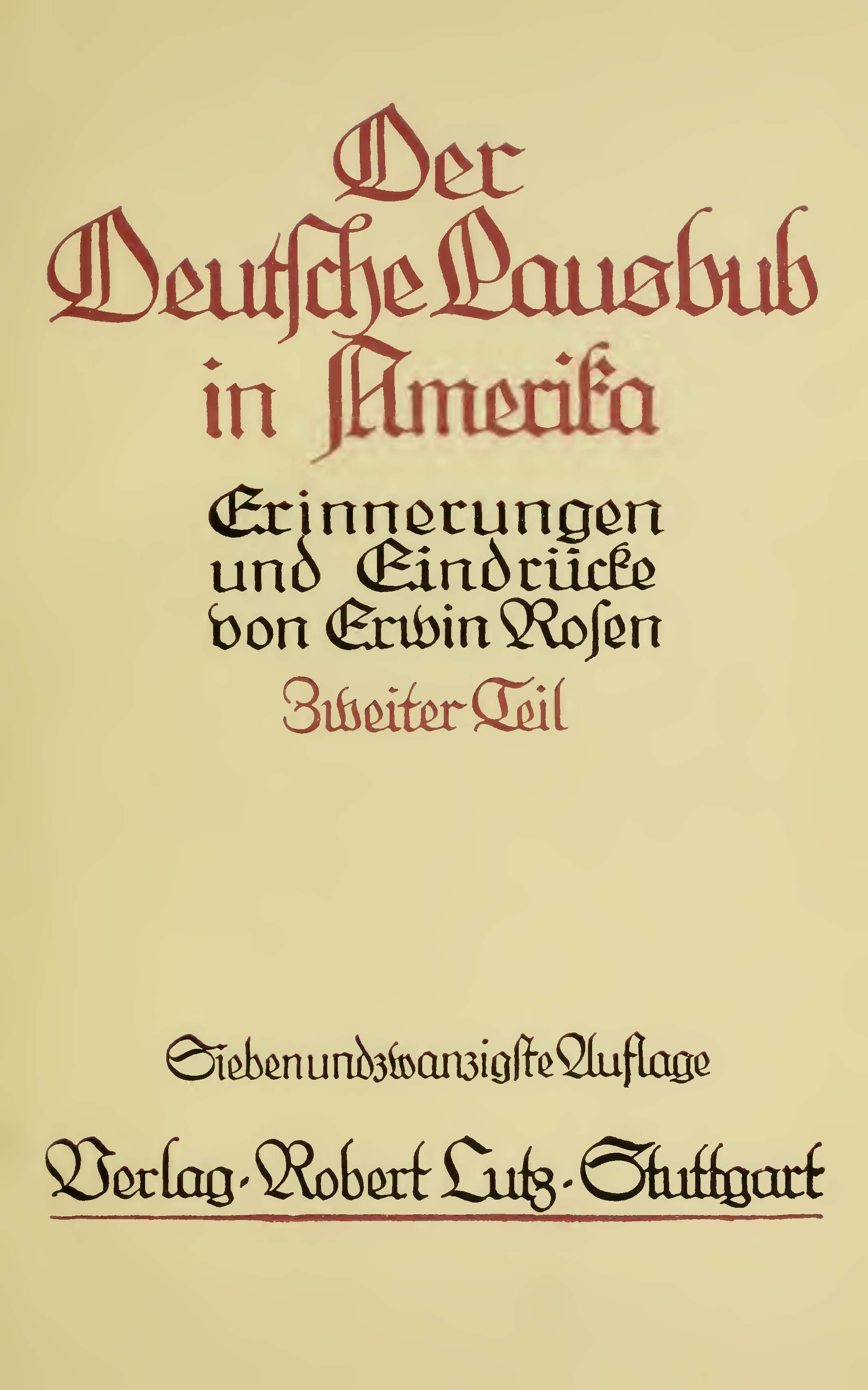
„Der deutsche Lausbub in Amerika“, Teil 2, 1912.

Erwin Rosens Vater stattete seinen Sohn mit einem Zehrpfennig aus und begleitete ihn nach Bremerhaven, von wo ihn ein Schiff über New York nach Galveston in Texas brachte. Der junge Auswanderer nahm das abenteuerliche Leben in den USA trotz aller Widrigkeiten mit Freuden an. In den drei Jahren von 1894 bis 1897 war er Baumwollpflücker, Apothekengehilfe, Eisenbahntramp und Gelegenheitsarbeiter, Kesselputzer, Übersetzer bei einer deutschen Zeitung in St. Louis, Fischpökler, Deutschlehrer und Reporter in San Francisco. Seine Erlebnisse in dieser Zeit schrieb er im ersten Band seiner amerikanischen Erinnerungen „Der deutsche Lausbub in Amerika“ nieder.
1898 nahm er aus Abenteuerlust als amerikanischer Fernmeldesoldat am Spanisch-Amerikanischen Krieg auf Kuba teil, den er körperlich unversehrt überstand. Gegen Ende des Krieges zog er sich ein gefährliches Gelbfieber zu und musste sich einer Quarantäne und einem viermonatigen Rekonvasleszenzaufenthalt in Washington unterziehen. Seine Kriegsabenteuer hielt er im zweiten Band seiner amerikanischen Erinnerungen fest. Nach seiner Genesung wurde er 1899 in die Fernmeldeabteilung des amerikanischen Kriegsministeriums in Washington abgeordnet.
Im Lauf des Jahres kam er um seinen Abschied bei der Armee ein. Er begab sich nach New York, wo er sich ein Jahr lang als freiberuflicher Reporter und Artikelschreiber betätigte. Nachdem in der Zwischenzeit sein Vater gestorben war, erreichte ihn um 1901 ein Brief seiner Mutter „mit trüben Nachrichten von Sorgen und veränderten Verhältnissen, und einmal hieß es – ‚hätten wir dich nur hier!’“ Er befand sich gerade in New Orleans und entschied kurzentschlossen, sein amerikanisches Abenteuer zu beenden und nach Deutschland zurückzukehren. Damit endet der dritte Band seiner amerikanischen Erinnerungen.

### Rückkehr
Erwin Rosen kehrte 1901 nach München zu seiner Mutter zurück. Es gelang ihm nicht, bei deutschen Zeitungen Fuß zu fassen, bis er eine Marktlücke entdeckte: „kleine, kurze, flotte Geschichtchen voller Handlung und Spannung“, möglichst getränkt mit Humor. Er zog sich in den Geburtsort seiner Mutter nach Ulm zurück und schrieb in drei Monaten 80 Geschichtchen (siehe #Yankeegeschichten), die er an die verschiedensten Zeitungen verkaufen konnte und die ihm etwa 100 Mark im Monat einbrachten, das entspricht etwa 650 Euro.
Eine frühere Blindbewerbung bei einer großen Berliner Zeitung war erfolglos geblieben. Nachdem die Zeitung aber mehrere seiner Geschichtchen gesehen und gedruckt hatte, wurde er aufgefordert, in die Lokalredaktion der Zeitung einzutreten. Er sollte mit „amerikanischem Schmiss“ für frischen Wind in der Zeitung sorgen, die unter starkem Druck eines Wettbewerbers stand. Seine lebendig geschriebenen Artikel, die oft auf unkonventionellen Interviews basierten, musste er gegen den Widerstand seiner konservativen Kollegen „durchdrücken“. Er häufte Schulden auf Schulden, wurde untragbar für seine Zeitung und musste schließlich seine Stelle aufgeben.
Um 1903 begab sich Erwin Rosen nach London, wo er aber als Zeitungsmann nicht Fuß fassen konnte. Er kehrte nach Deutschland zurück und ließ sich in Hamburg nieder. Nach einiger Zeit der Ziellosigkeit lernte er eine Frau kennen und lieben. Die Liebe gab ihm Auftrieb, und es gelang ihm, als Redakteur bei einer Hamburger Zeitung eingestellt zu werden. Er verdiente gutes Geld, aber seine alte Krankheit, das Schuldenmachen holte ihn wieder ein. Schließlich stand er bei Wucherern nach heutigem Geldwert mit über 40.000 Euro in der Kreide. Seine leichtsinnige Lebensführung führte dazu, dass die geliebte Frau „nicht mehr an ihn glauben konnte“. Die Beziehung zerbrach, und Erwin Rosen beschloss in seiner Verzweiflung, sich der französischen Fremdenlegion anzuschließen.

### Fremdenlegion

Siebenflammige Granate, Abzeichen der Fremdenlegion.

Erwin Rosen begab sich nach Belfort im Elsass, wo er am 5. Oktober 1905 der Fremdenlegion beitrat. In Sidi bel Abbès in Algerien wurde er unter der Nummer 17889 in das Erste Regiment der Legion aufgenommen. Seine romantischen Vorstellungen von der Legion zerstoben binnen kurzem im Nichts, und er sann nur noch darauf, der Legion so schnell wie möglich zu entrinnen. Obwohl er niemand etwas von seinem Beitritt zur Legion mitgeteilt hatte, erreichte ihn nach zwei Jahren ein Brief seiner Verlobten und ein Brief seiner Mutter, die seine Adresse durch das französische Kriegsministerium erfahren hatten:

„Da brachte eines glutheißen Tages die algerische Militärpost einen Brief auch für mich. Die Liebe hatte mich gefunden. Ich las und las und las wieder … In dieser Stunde erwachte das gestorbene Glück zu größerem und tieferem und gewaltigerem Sein.“

Dank einer Geldsendung seiner Mutter gelang ihm 1907 mit Eisenbahn und Schiff die gefährliche Flucht nach Marseille und von dort aus nach Innsbruck.

### Geschichtenschreiber

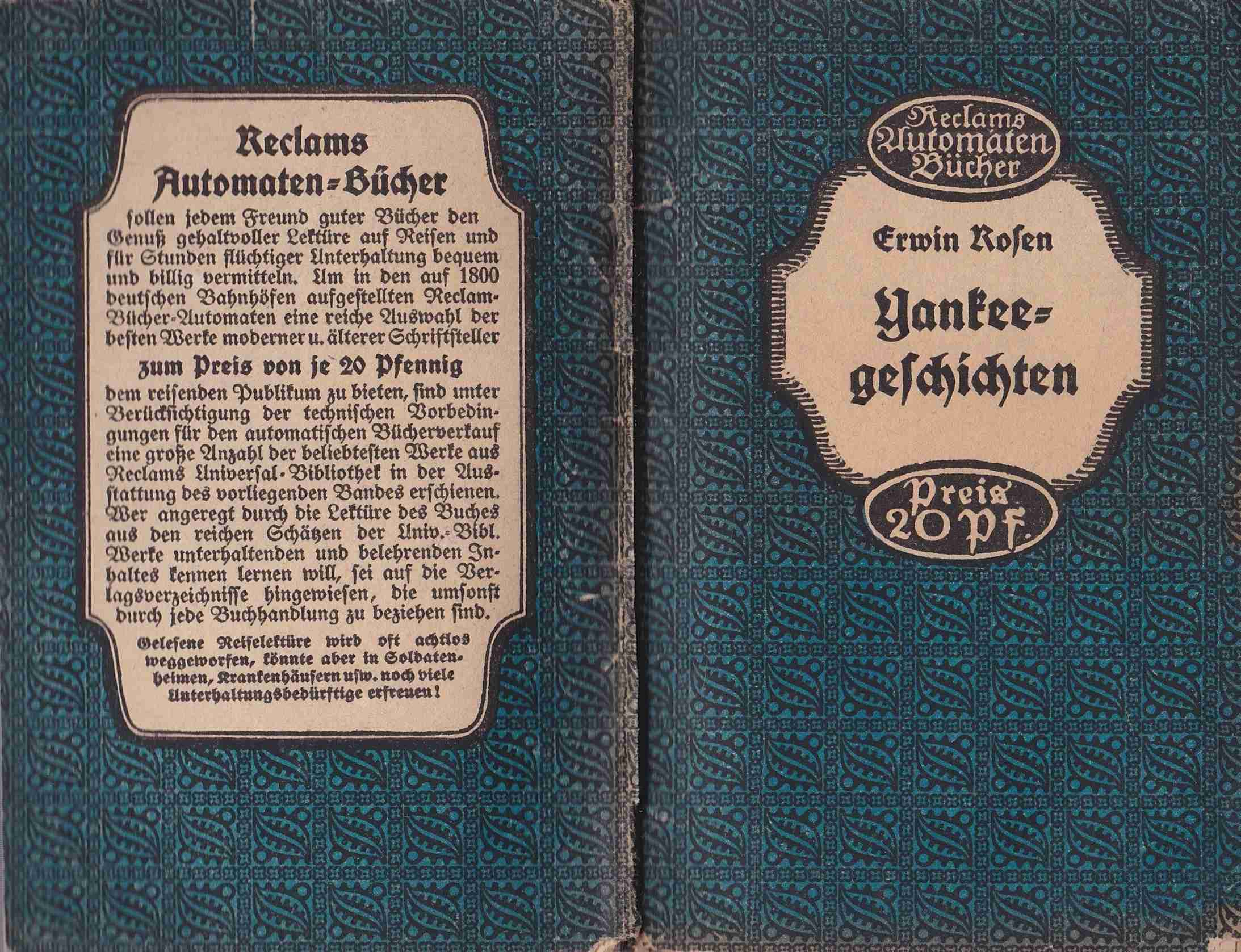
„Yankeegeschichten“, 1920.

Nach seiner Flucht aus der Fremdenlegion wollte Erwin Rosen sich nicht geruhsam in München bei seiner Mutter niederlassen, sondern wählte Innsbruck in Tirol als Rückzugsort, wo er als kleiner Bub einmal mit seinem Vater gewesen war. Hier wollte er wie schon in Ulm als Lohnschreiber Humoresken produzieren, um die hohen Schulden bei seinen Hamburger Gläubigern abzulösen.
Später schrieb er über diese Zeit: „Ein Geldschmierer war ich, ein Zeilenschreiber, ein Hausierer im Zeitungsland, ein Humoreskenfabrikant.“ Seine Geschichten, die er am laufenden Band produzierte und vielfach verwertete, waren begehrt und brachten ihm im Monat etwa 700 Mark ein, wovon er 600 Mark zur Rückzahlung seiner Schulden verwendete. In späteren Jahren rühmte er sich, dass seine Geschichten ihm mit Erst- und Zweitdrucken im Schnitt 1 Mark pro Wort eingebracht hätten, und dass er Jahre hindurch in der Hitliste der Feuilletonschriftsteller an vierter Stelle gestanden habe.
Nach einem Jahr in Innsbruck begab er sich nach München, wo er zur Faschingszeit 1908 ankam. Er schrieb weiterhin seine Geschichten und berichtete für die Münchener Neuesten Nachrichten über Faschingsbälle und Redouten. Einige lukrative Aufträge für Berliner Zeitungen setzten ihn in den Stand, seine Schulden vollends auszugleichen. Dazu fuhr er nach Hamburg, zahlte seine Gläubiger aus – und blieb für den Rest seines Lebens dort.
Er wohnte zuerst in Ahrensburg in der Nähe von Hamburg in „einem Gartenhäuschen“. Ab 1912 bis 1922 wohnte er in dem Hamburger Stadtteil Eimsbüttel unter den Adressen Bogenstraße 66, Bogenstraße 24, Koopstraße 4, Koopstraße 2, Bogenstraße 24 und Rothenbaumchaussee 181.

### Erinnerungsbücher
Bisher hatte Erwin Rosen nur für die Tagespresse gearbeitet. 1908 erreichte ihn ein Brief des Stuttgarter Verlegers Robert Lutz. Der hatte im Schwäbischen Merkur eine Skizze von Erwin Rosen über seine Erlebnisse in der Fremdenlegion gelesen und fragte nach, ob er ein Memoirenwerk über die Fremdenlegion für die „Memoirenbibliothek“ des Verlags schreiben wolle. Erwin Rosen nahm das Angebot an, unter anderem weil er es als seine Mission ansah, die Öffentlichkeit über die Zustände in der Fremdenlegion aufzuklären und junge Männer davor zu bewahren, sich leichtfertig der Legion auszuliefern.
Im März 1909 legte er seine erste Buchveröffentlichung „In der Fremdenlegion“ vor. Das letzte Kapitel seines Buchs nannte er nach Emile Zolas Offenem Brief in der Dreyfus-Affäre „J’accuse“ (Ich klage an) und rechnete darin mit dem ausbeuterischen, menschenverachtenden System der Legion ab. Sein Buch, das zahlreiche Auflagen, darunter auch zensierte Jugendausgaben erlebte, wurde in Deutschland zur wichtigsten Quelle über die Legion in Schulunterricht, Presse und politischen Debatten. Das Buch erschien auch in englischer, dänischer und niederländischer, nicht jedoch in französischer Übersetzung, wurde aber in der französischen Presse kontrovers diskutiert. 1914 legte Erwin Rosen unter dem Titel „Cafard“ (Wahnsinn) auch eine dramatische Bearbeitung des Themas vor, ein schlechtes Theaterstück, wie er später selbst urteilte.
Mit dem Legionsbuch eröffnete Erwin Rosen die Serie seiner Erinnerungsbücher, ohne jedoch seine einträgliche Geschichtenschreiberei aufzugeben. Von 1911 bis 1913 brachte er jährlich einen Band seiner Amerika-Erinnerungen „Der deutsche Lausbub in Amerika“ heraus, die wie schon sein Legionsbuch in der Memoirenbibliothek des Verlags Robert Lutz erschienen. Im ersten Band berichtete er über sein abenteuerliches Leben von 1894 bis 1897, im zweiten Band über seine Teilnahme am Spanisch-Amerikanischen Krieg auf Kuba 1898 und im dritten Band über seine Tätigkeit als Journalist von 1899 bis 1901.

### Sammelwerke
Von 1914 bis 1916 verfasste Erwin Rosen für die Anekdotenbibliothek des Verlags Robert Lutz drei „Kriegsbücher“ (Verlagsanzeige) über den „Großen Krieg“, über Bismarck und über den Kriegsgegner England.
„Ein Spiegel des herrschenden Chauvinismus, der an Deutlichkeit nichts zu wünschen übrig läßt,“ war das vierbändige Werk „Der Große Krieg“, das in den Kriegsjahren unzählige Ausgaben erlebte. Schon zwei Monate nach Kriegsbeginn gab Erwin Rosen den ersten Band heraus, den vierten und letzten Band beendete er im Oktober 1916, als er bereits selbst als Soldat im Feld stand. Die Bezeichnung „Anekdotenbuch“ im Untertitel ist irreführend, tatsächlich handelt es sich um eine Sammlung von Lesefrüchten des Autors, die „ein getreues Seelengemälde des deutschen Volkes“ darstellen sollten.
Das Bismarckbuch und der Britenspiegel waren ähnlich aufgebaut und sollten die Leser für den Krieg wappnen und gegen die Kriegsgegner einnehmen.

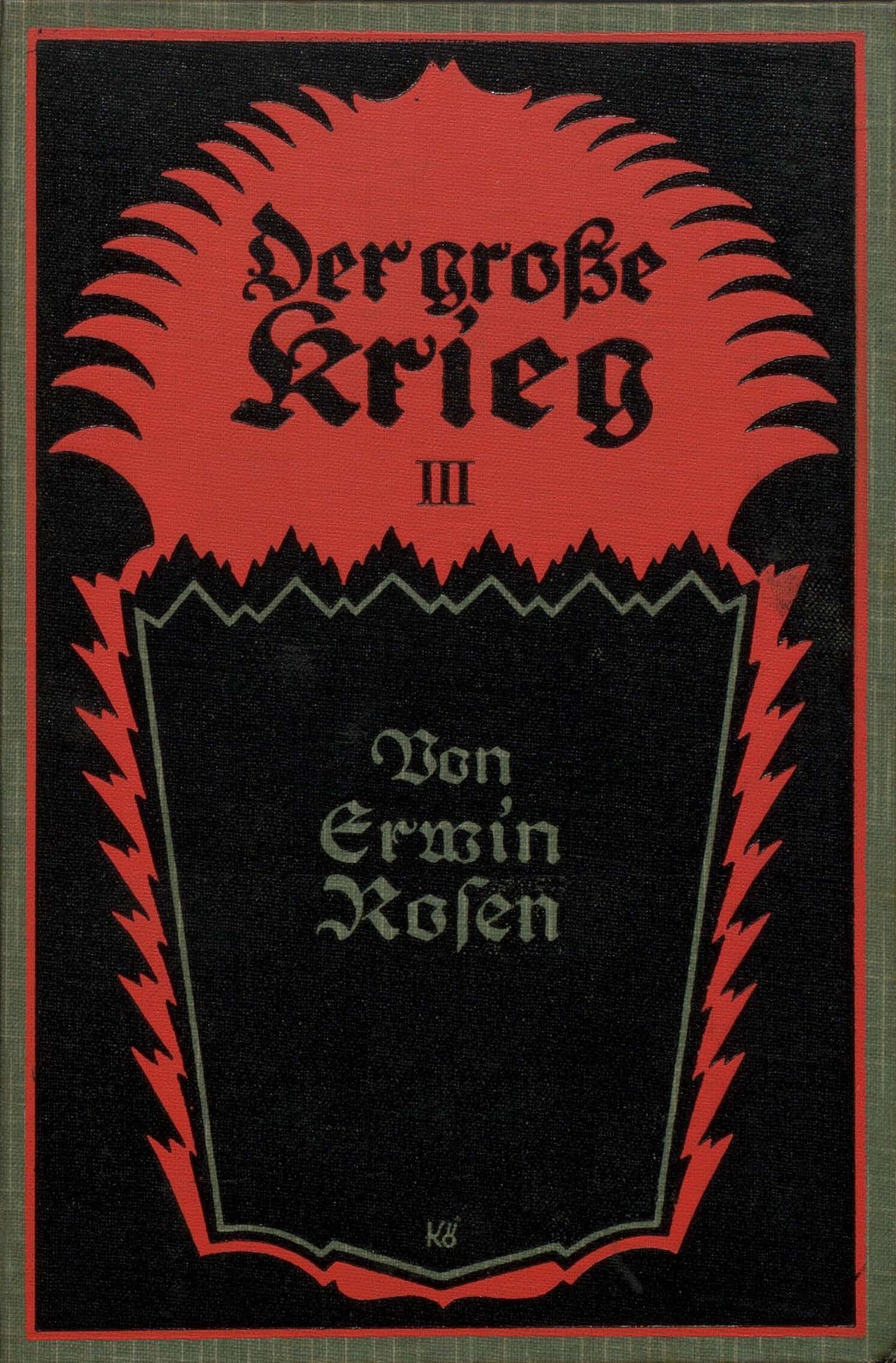
„Der Große Krieg: Ein Anekdotenbuch“, 1914–1916.
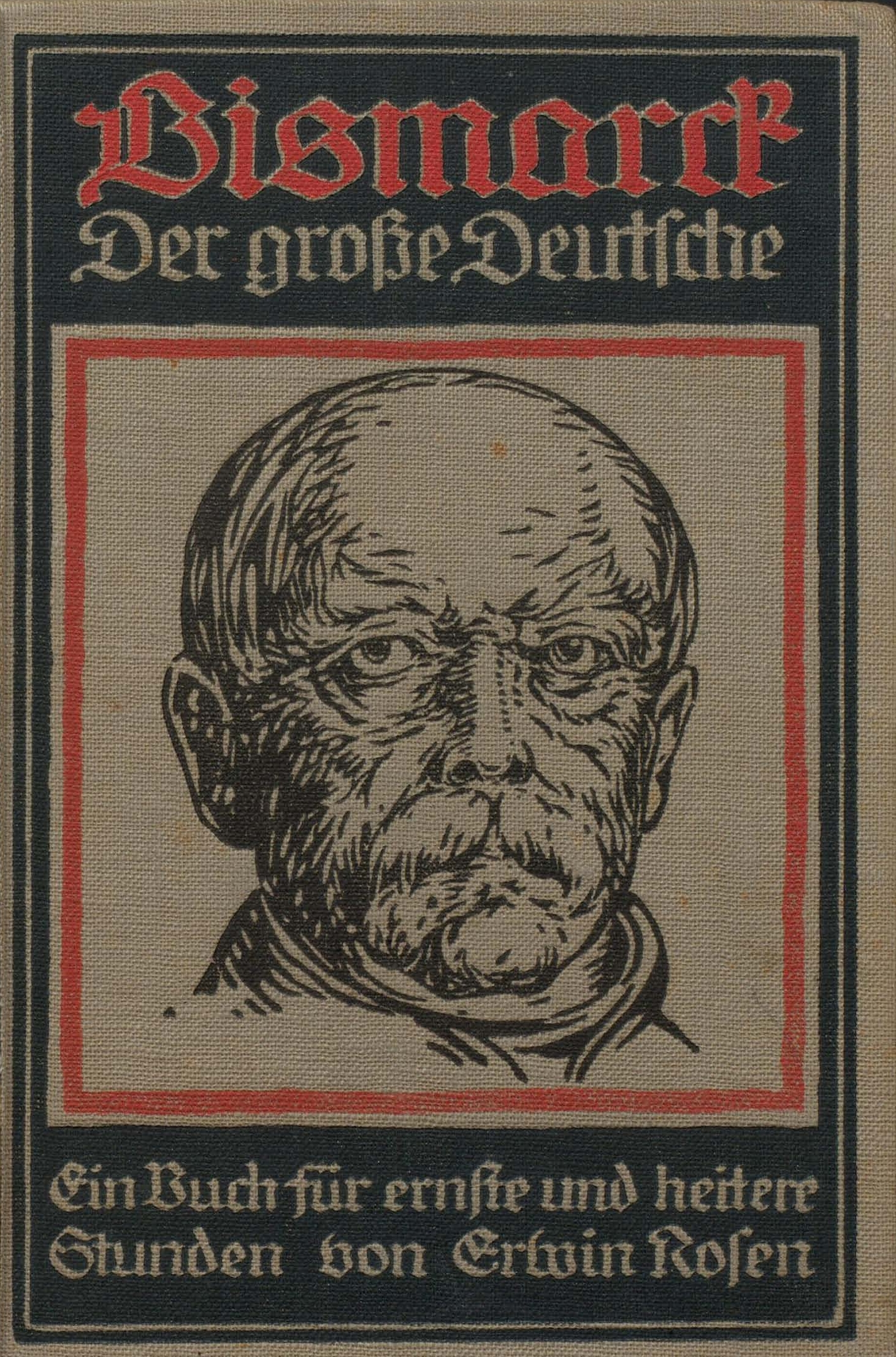
„Bismarck, der große Deutsche“, 1915.
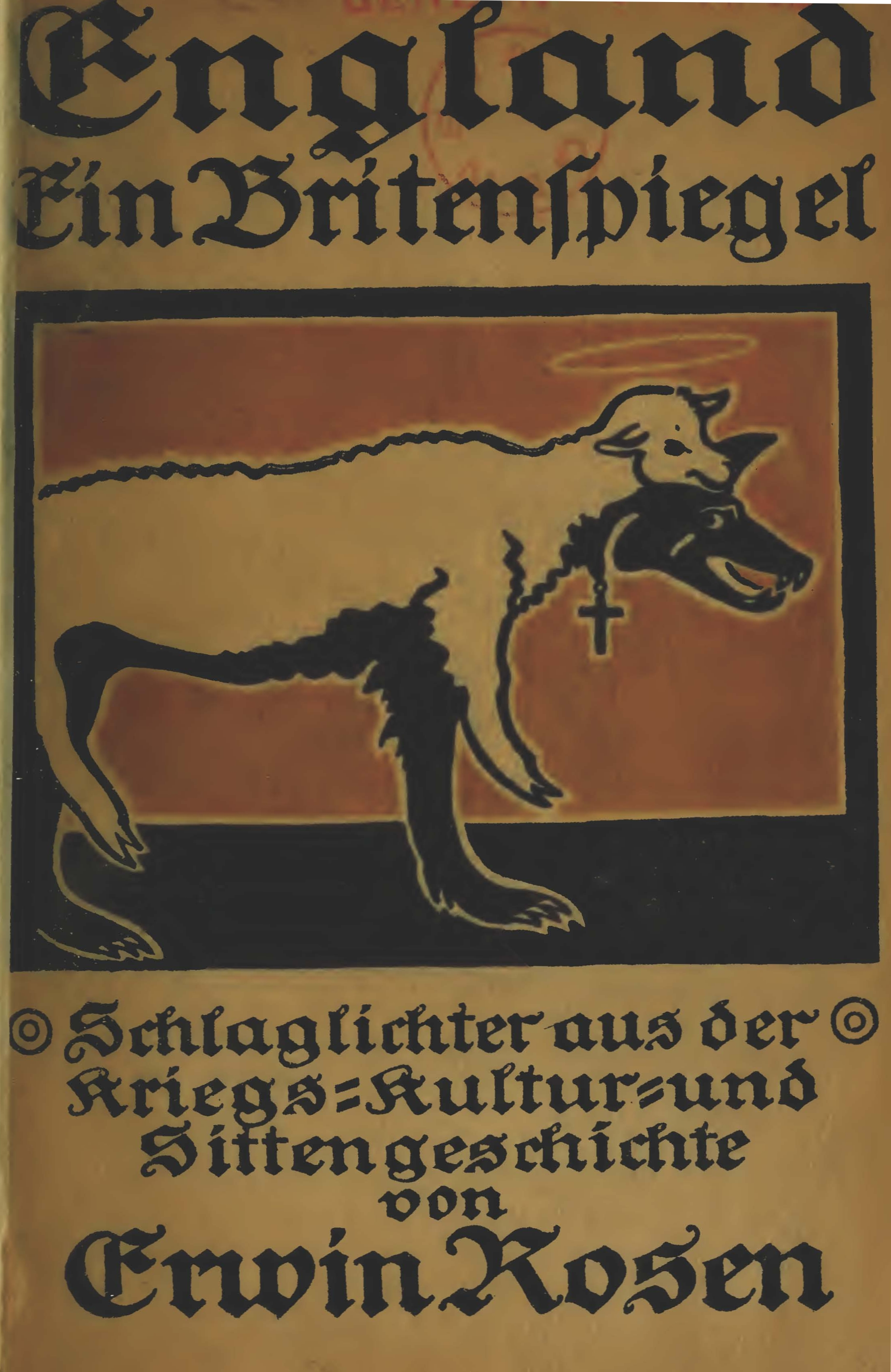
„England: ein Britenspiegel“, 1916.
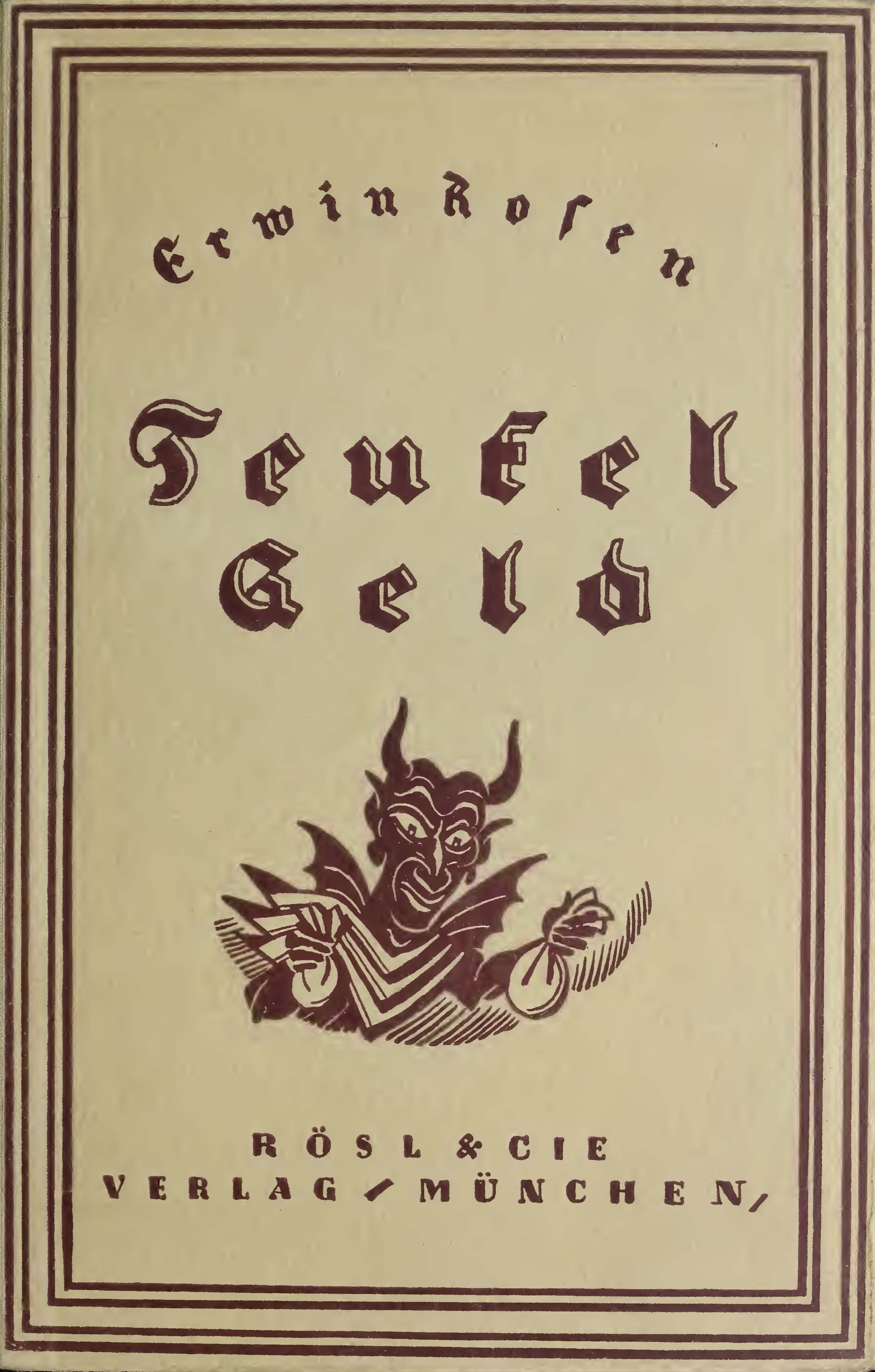
„Teufel Geld“, 1920.

Während seiner Zeit als Offizierstellvertreter im Reserve-Infanterie-Regiment 220 wurde Rosen 1917 leicht verwundet, vermutlich kurz nachdem seine Einheit im Mai von Schtschara-Serwetsch (Weißrussland) an die Westfront verlegt worden war. Erinnerungen daran schildert er in „Teufel Geld“. Da der Briefwechsel mit seinem Verleger Robert Lutz nicht mehr auffindbar ist (Stand: 2018), kann nicht ermittelt werden, ob eine schwere Kieferverletzung, wie sie posthum in den 1930er-Jahren kolportiert wurde, der Wirklichkeit entspricht. Erwin Rosen hat sich dahingehend in seinen Memoirenbüchern nicht geäußert.

### Lebensabend
1920 und 1922 legte Erwin Rosen noch einmal zwei Erinnerungsbände vor. In dem bereits erwähnten Buch „Teufel Geld“ beschäftigte er sich philosophisch und anekdotisch mit dem Geld, mit dem er zeitlebens auf Kriegsfuß stand. In „Allen Gewalten zum Trotz“ beschreibt er die „Lebenskämpfe, Niederlagen, Arbeitssiege eines deutschen Schreibersmannes“, wie es im Untertitel heißt. Das Buch umfasst etwa die Jahre 1901 bis 1913. Er heiratete nach 1907 seine Frau Käte, die Liebe seiner jungen Jahre, die ihn mit einem Brief aus der Fremdenlegion zurückgerufen hatte. Aus der Ehe ging der Sohn Peter hervor, der 1921 geboren wurde. Am 21. Februar 1923 verstarb Erwin Rosen im Alter von nur 46 Jahren in Hamburg. Seine Frau Käte erschien ab seinem Todesjahr 1923 bis 1940 in den Hamburger Adressbüchern und Telefonbüchern unter der Adresse Bogenstraße 24 und später Koopstraße 4, wo sie bereits früher mit ihrem Mann gewohnt hatte. Bis 1935 betrieb sie ein Pensionat.

## Pseudonym
Vor seinem Abenteuer in der Fremdenlegion 1905 bis 1907 war Erwin Carlé bei einer Berliner Zeitung als Schriftleiter angestellt. Während dieser Zeit geriet er auf Grund seiner aufwendigen Lebensführung in ernsthafte Schulden. Bei einem Ball lernte er eine Dame kennen, mit der er in einer Rosenlaube in ein vertrauliches Gespräch kam. Sie legte ihm nahe, doch wieder humorvolle Geschichten zu schreiben, um seine Kasse aufzubessern. Da es ihm verboten war, für andere Zeitungen zu schreiben, riet ihm seine Begleiterin, ein Pseudonym anzunehmen. In Erinnerung an sein Saulus-Paulus-Erlebnis in der Rosenlaube wählte er den Arbeitsnamen Erwin Rosen aus, der sich als sein Schriftstellername einbürgerte. Die „Blumigkeit des Namens“, die an jüdische Familiennamen erinnerte, brachte ihm Schmähpost von Antisemiten ein, die ihn mit Hakenkreuzpostkarten bedachten.

## Werke

### Hauptwerke
- Erwin Rosen: In der Fremdenlegion: Erinnerungen und Eindrücke. Verlag Robert Lutz, Stuttgart 1909; PDF auf Commons.
- Erwin Rosen: In the Foreign Legion. Duckworth, London 1910; archive.org.
- Erwin Rosen: Der deutsche Lausbub in Amerika: Erinnerungen und Eindrücke. Teil 1. Verlag Robert Lutz, Stuttgart 1911; archive.org.
- Erwin Rosen: Der deutsche Lausbub in Amerika: Erinnerungen und Eindrücke. Teil 2. Verlag Robert Lutz, Stuttgart 1912; archive.org
- Erwin Rosen: Der deutsche Lausbub in Amerika: Erinnerungen und Eindrücke. Teil 3, Verlag Robert Lutz, Stuttgart 1913; archive.org
- Erwin Rosen: Cafard: ein Drama aus der Fremdenlegion in 4 Akten. Drei-Masken-Verlag, München 1913; G. Müller, München 1914 (Uraufführung Thalia-Theater Hamburg 1914).
- Erwin Rosen: Teufel Geld: Erinnerungen und Eindrücke. Rösl, München 1920; archive.org
- Erwin Rosen: Amerikaner. Dürr & Weber, Leipzig-Gaschwitz 1920.
- Erwin Rosen: Orgesch. August Scherl, Berlin 1921.
- Erwin Rosen: Allen Gewalten zum Trotz: Lebenskämpfe, Niederlagen, Arbeitssiege eines deutschen Schreibersmannes. Verlag Robert Lutz, Stuttgart 1922; archive.org.
- Erwin Rosen: Der König der Vagabunden. Gutenberg, Hamburg 1910 [2. Auflage bei Schwabe, 1925].

### Sammelwerke
- Erwin Rosen (Herausgeber): Der Große Krieg: Ein Anekdotenbuch. 4 Teile. Verlag Robert Lutz, Stuttgart 1914–1916.
- Erwin Rosen (Herausgeber): Bismarck, der große Deutsche: seine Größe, seine Kraft, sein Ernst, sein Frohsinn; ein Buch für ernste und heitere Stunden. Verlag Robert Lutz, Stuttgart 1915.
- Erwin Rosen: England: ein Britenspiegel; Schlaglichter aus der Kriegs-, Kultur- und Sittengeschichte. Verlag Robert Lutz, Stuttgart 1916; archive.org.

### Yankeegeschichten
- Erwin Rosen: Yankeegeschichten. Reclam, Leipzig 1910.
- Erwin Rosen: Wie der Wurm sich krümmte. In: Arbeiter-Jugend, Jahrgang 3, 1911, Heft 3, S. 41–43; digizeitschriften.de (PDF)
- Erwin Rosen: Wie der Barbier zu seiner Frau kam und zwei andere Yankeegeschichten. Reclam, Leipzig 1920; PDF auf Commons.